# Basílica de Nuestra Señora Aparecida
La Catedral Basílica de Nuestra Señora Aparecida es una basílica menor dedicada a la advocación de Nuestra Señora Aparecida, la patrona de Brasil. Se halla en la ciudad de Aparecida, en el estado de São Paulo, al suroeste de Brasil. Es parte central del conjunto del Santuario Nacional de Aparecida, siendo la iglesia más grande de América y la segunda  más grande del mundo, siendo un poco más pequeña que la Basílica de San Pedro de la Ciudad del Vaticano. Es la catedral de la arquidiócesis de Aparecida.
La basílica tiene forma de cruz griega, las naves tienen 40 metros de altura y la cúpula, 70 m de altura y 78 de diámetro. Tiene una torre de 100 m de altura y una superficie cubierta de 18.000 metros cuadrados que dan cabida a 45.000 personas. El área total construida es de 23.000 metros cuadrados y la capacidad total del complejo es de 75.000 personas, lo que lo convierte en el templo más grande de América.
La basílica está atendida pastoralmente por los misioneros de la Congregación del Santísimo Redentor.

## Historia
La historia de la ciudad empieza en 1717, cuando el gobernador de la capitanía de São Paulo, don Pedro de Almeida, de viaje hacia Minas Gerais por el Valle del Paraíba, pidió a los pescadores del lugar que obtuviera la mayor cantidad de peces posible, para alimento de dicha comitiva.
Los pescadores, entre los que estaban Domingos Martins, João Alves y Filipe Pedroso, comenzaron a trabajar en el río Paraíba do Sul pero no consiguieron nada. Poco a poco, fueron navegando río arriba, hasta que, a unos seis kilómetros, cerca de Itaguassu (pronunciado "itaguasú"), sacaron de las aguas una figura de cerámica, cubierta de barro y sin cabeza. Al lanzar las redes de nuevo, sacaron la cabeza y descubrieron que se trataba de la imagen de Nuestra Señora de la Concepción. Después de esto, obtuvieron gran cantidad de peces. 

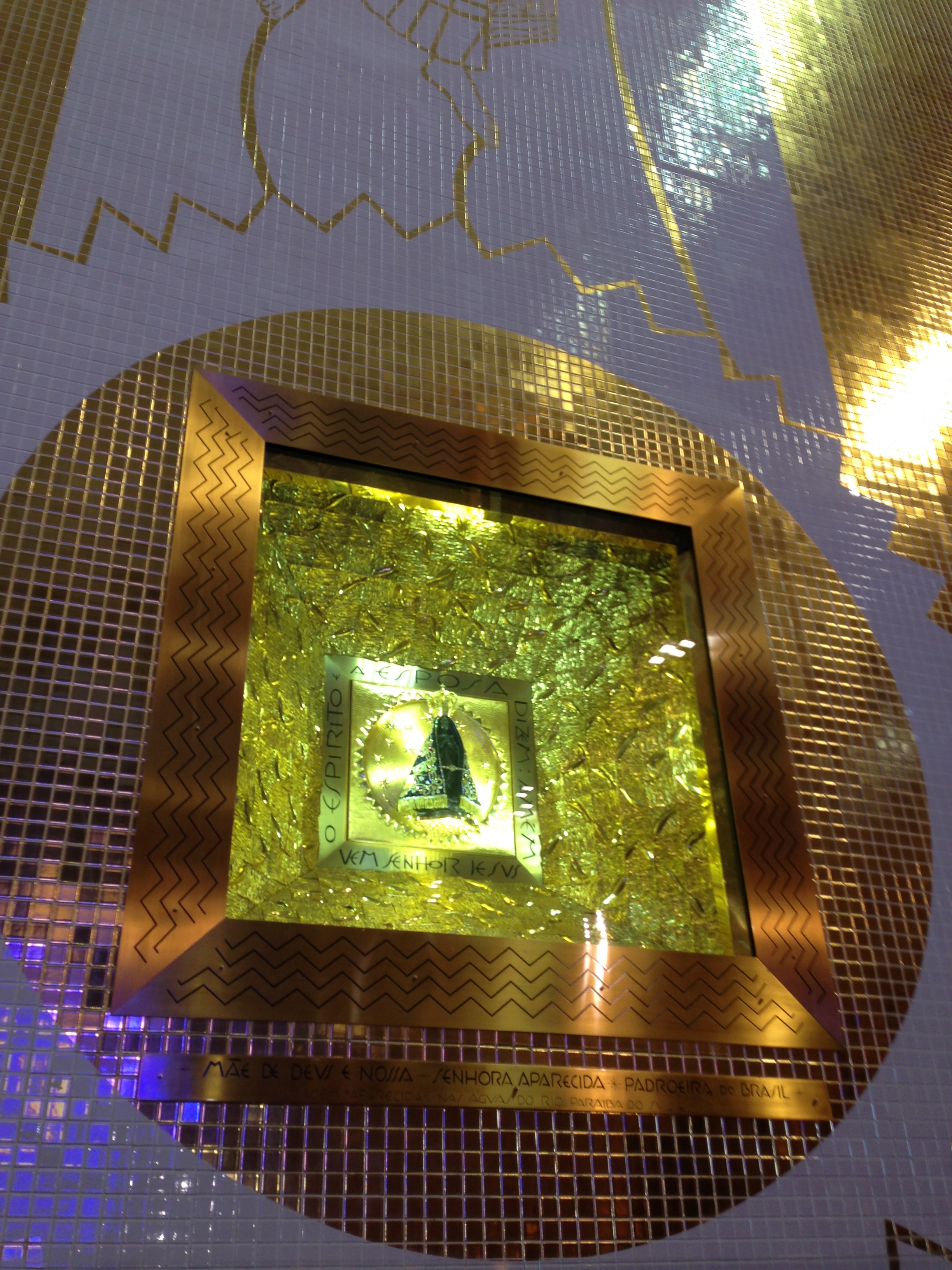
Imagen original de Nuestra Señora Aparecida en el altar de exhibición permanente dentro de la Basílica.

Filipe Pedroso guardó esta imagen en su casa. Quince años después se fue a vivir a Itaguassu, donde había encontrado la imagen. En 1733, regaló la imagen a su hijo Atanásio Pedroso. Este hizo construir un oratorio y colocó la imagen de la Virgen sobre un altar, en torno al cual se reunía con su familia y un grupo de vecinos cada sábado. 
No tardó en correrse la voz de los milagros que sucedían en ese lugar a quienes acudían a pedirle favores a la Virgen y muy pronto la capillita de Itaguassu resultó insuficiente, por lo cual, José Alves, vicario de la parroquia de Guaratinguetá, mandó construir una capilla más grande en el Morro dos Coqueiros. El templo se inauguró el 26 de julio de 1745 bajo la invocación de Nuestra Señora Aparecida y poco después surgió en torno a él un pequeño poblado.
Pero el número de los fieles continuó aumentando y la construcción tuvo que hacerse cada vez más grande. Se amplió en 1852 y en 1888. En 1908 el templo fue elevado a la categoría de Basílica. En 1930 el Papa Pío XI declaró a Nuestra Señora Aparecida Patrona de Brasil. En 1946 se empezó a construir la actual Basílica y en 1980 fue consagrada por el papa Juan Pablo II.
El 13 de mayo de 2007 fue sede de la V Conferencia General del Episcopado Latinoamericano y del Caribe, inaugurada por el papa Benedicto XVI con una gran misa en la explanada del Santuario.
El 24 de julio de 2013, la XXVIII Jornada Mundial de la Juventud de Río de Janeiro, el papa Francisco celebró una misa en esta Basílica, siendo la primera misa pública que celebraba en el continente americano desde su elección como sumo pontífice, en marzo de ese mismo año.

### Nueva Basílica
Benedito Calixto Neto fue el arquitecto contratado para diseñar el proyecto y en 1955 se inició la construcción de la nueva basílica. La estructura es de estilo neorrománico y tiene forma de cruz griega con brazos de 188 m de largo por 183 m de ancho. La cúpula tiene 70 m de altura y la torre alcanza una altura de 109 m. La basílica contiene 23 mil metros cuadrados de espacio. El salón principal de la iglesia tiene capacidad para 30.000 personas, y puede ampliarse hasta 300.000 durante celebraciones al aire libre.
La "Basílica Nueva" fue construida en el Morro das Pitas, con movimientos de tierra iniciados en 1952 y concluidos en 1954. Las obras se iniciaron el 11 de noviembre de 1955, en la Nave Norte, y continuaron con la construcción de la Torre Brasilia, cuya estructura metálica fue donada por el entonces presidente, Juscelino Kubitschek.
Una vez terminada la torre, se prosiguió con las obras de la cúpula central, luego, a mediados de 1972, de la Capilla de las Velas y de la Nave Sur, y después de las Naves Oeste y Este, y finalmente de las alas intermedias. La torre de Benedicto Calixto de Jesus Neto. Hay una pasarela, llamada "Passarela da Fé", que une la antigua iglesia y la basílica y tiene una longitud de 392 m, donde algunos creyentes recorren este tramo de rodillas.
El 4 de julio de 1980, el Papa Juan Pablo II consagró el santuario con el nombre de Nuestra Señora de Aparecida mientras el edificio aún estaba en construcción. La fiesta de Nuestra Señora de Aparecida es el 12 de octubre.
El Papa Benedicto XVI visitó la Basílica del Santuario de Aparecida el 12 de mayo de 2007, durante su Viaje Apostólico a Brasil con ocasión de la V Conferencia General del Episcopado Latinoamericano y del Caribe. Durante su visita, el Papa entregó al Santuario una Rosa de Oro.
Con motivo de la Jornada Mundial de la Juventud, el Papa Francisco visitó la basílica el 24 de julio de 2013, celebrando allí la Misa.
Principal centro de peregrinación de la Iglesia Católica en Brasil, el Santuario Nacional de Aparecida fue reconocido por el Vaticano como Catedral Arquidiocesana de Aparecida el 12 de noviembre de 2016, y desde entonces es una iglesia episcopal oficial.